# Vermut

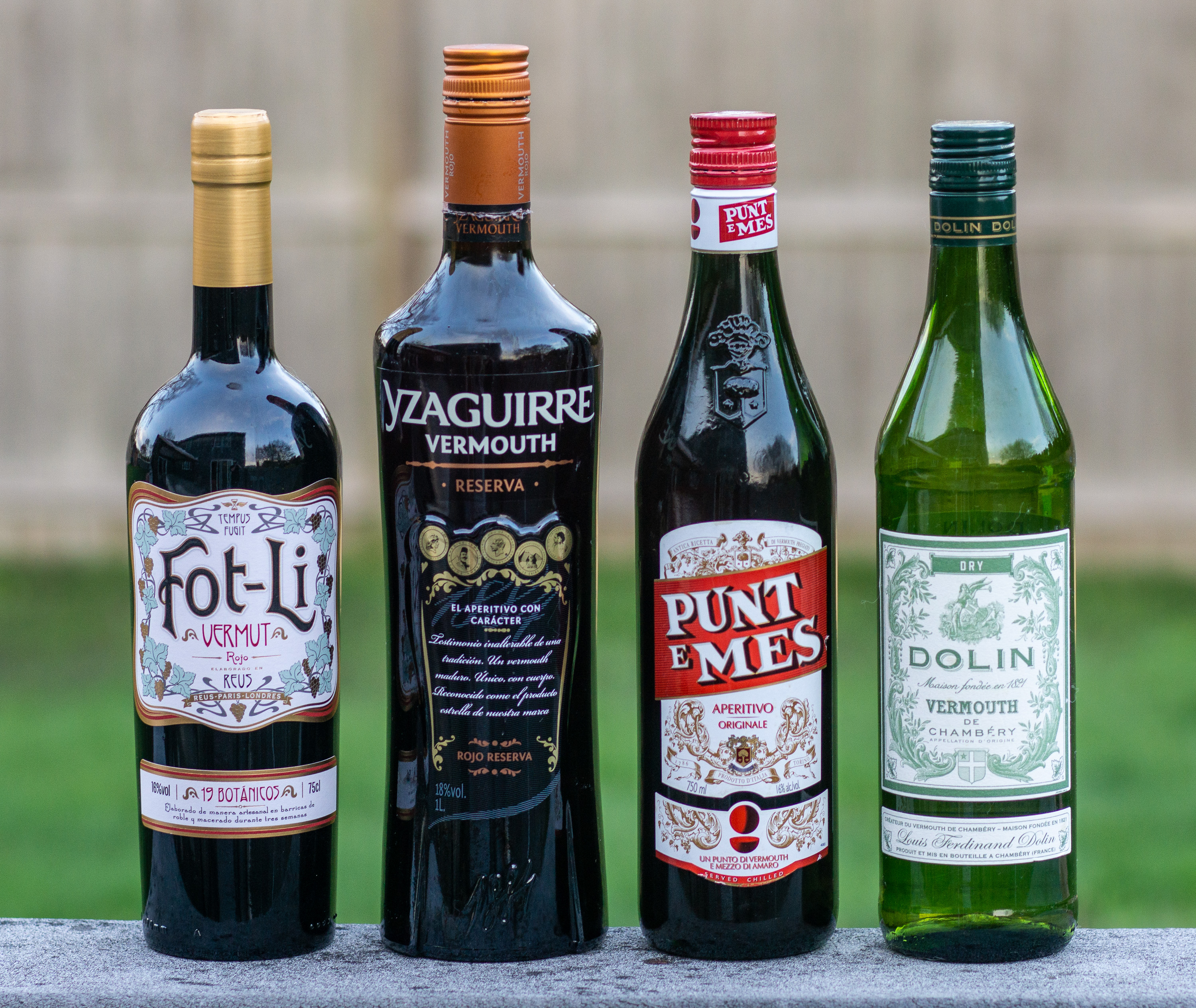
Quattro bottiglie di vermouth europeo

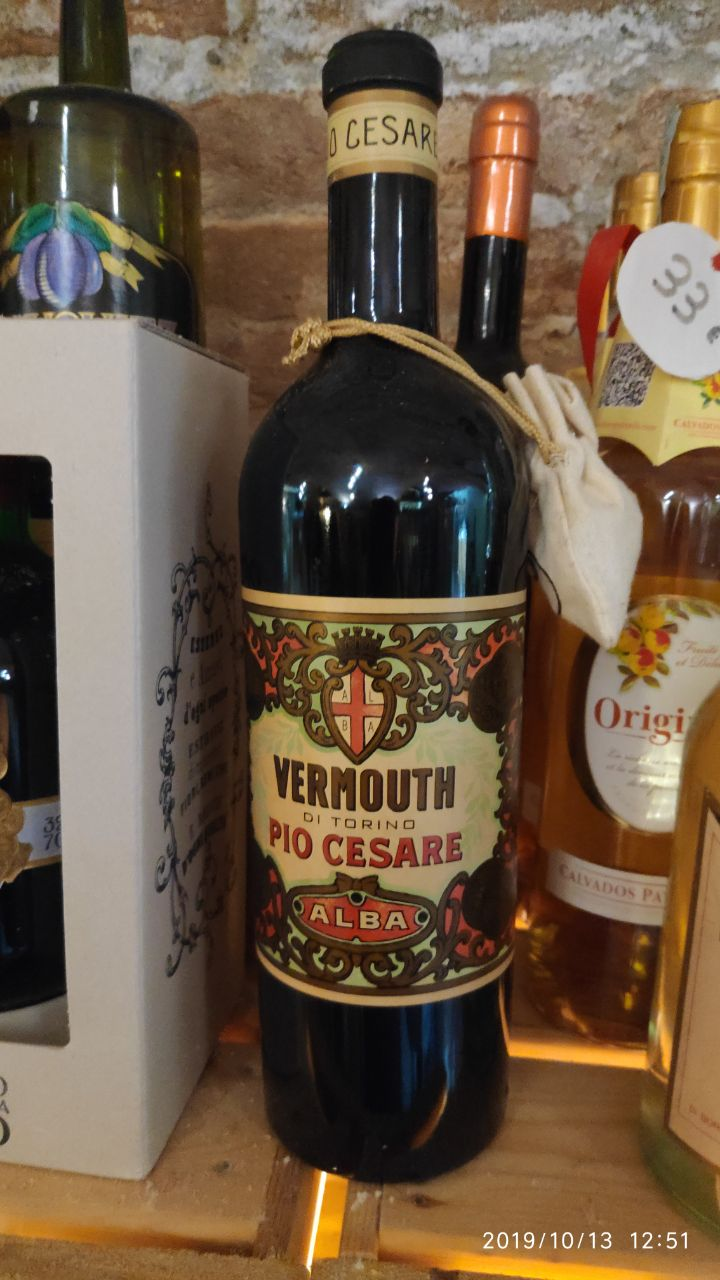
Vermouth Pio Cesare di Alba

Il vermut, o vermutte, oppure vermouth in grafia francese e vèrmot in quella piemontese, è un vino aromatizzato creato nel 1786 a Torino. È riconosciuto come prodotto agroalimentare tradizionale italiano ed è un ingrediente primario di numerosi cocktail. Dal 2017 il Vermut di Torino (o Vermouth di Torino) è un'indicazione geografica registrata.
Ampiamente consumato in Italia, Francia, Spagna, Stati Uniti e Argentina, quest'ultima fortemente influenzata dalla forte immigrazione italiana tra il XIX e il XX secolo .

## Storia
Il vermut fu industrializzato (e non propriamente "inventato") nel 1786 da Antonio Benedetto Carpano a Torino, che scelse questo nome riadattando il termine Wermut, col quale in tedesco viene chiamata l'artemisia maggiore.
Il Vermouth come lo conosciamo noi è opera di Carpano ma in realtà l’erborista piemontese si è rifatto ad una tradizione di lunghissima data. Si dice infatti che già Ippocrate amasse bere vino aromatizzato (l'ippocrasso) con erbe, spezie e miele e che fosse diffuso un vino simile anche in Grecia e nell’antica Roma. In Germania inoltre intorno al 1600 si preparava un vino lasciato in infusione con erbe e assenzio, in tedesco chiamato appunto Wermouth, anche se non era commercializzato ma solo consumato in situazioni non ufficiali. In tempi più recenti invece il primo italiano che tratta in un testo (Oenologia toscana del 1773) di questo vino è Villifranchi, per cui si potrebbe pensare che la patria del Vermouth sia la Toscana. È a Torino che Antonio Benedetto Carpano industrializza ufficialmente questo vino liquoroso aromatizzato ed è tra il Piemonte e la Francia che si è diffuso maggiormente.

### Precedenti storici
In seguito alla guerra di successione spagnola, iniziata nel 1701, che vide contrapporsi la Francia e l'Inghilterra, quest'ultima si trovò a dover superare i problemi derivanti dall'impossibilità di ricevere le normali forniture di vino francese. Per tale motivo, nel 1703, tra l'Inghilterra e il Portogallo, fu stipulato il trattato di Methuen che prevedeva vari accordi di tipo politico, militare e commerciale, con particolare riguardo all'importazione in Inghilterra di pregiati vini liquorosi portoghesi, a fronte dell'esportazione in Portogallo di pregiati tessuti inglesi.
Molto diffuso dai mercanti inglesi che, di fatto, ne avevano assunto il monopolio commerciale, il vino liquoroso ebbe un grande successo in tutta Europa, sia per il gradimento delle dame verso il gusto dolce, sia per l'intrinseco significato antifrancese che tale consumo comportava.
Questo nuovo scenario aprì le porte sia a prodotti già diffusi su scala locale, come il Marsala, prodotto della Sicilia che aveva metodi di vinificazione e invecchiamento simili a quelli dei vini portoghesi, sia a nuovi esperimenti come il vermut.
Il vermut ebbe il merito di permettere l'utilizzo di vini giovani ad alta gradazione, surrogando le sapidità tipiche dell'invecchiamento attraverso l'aggiunta d'una particolare miscela di erbe aromatizzanti. La mistura registrò una grande diffusione, sia per la gradevolezza, sia per l'inferiore costo di produzione, e fu subito adottata in gran parte dell'Europa.

## Descrizione
La sua gradazione e composizione è regolamentata dalla legge italiana che definisce vermut un prodotto di gradazione alcolica non inferiore al 16% e non superiore al 22% in volume e deve contenere artemisie, che costituiscono l'elemento caratterizzante. Deve essere composto da almeno il 75% di vino bianco o rosso dolcificato ed aromatizzato. Anche la percentuale di zucchero è regolamentata, ma varia, come la gradazione alcolica, a seconda del tipo di vermut.
Il vermut, bianco e rosso, deve esprimere una gradazione alcolica non inferiore ai 15,5% vol e un tenore zuccherino minimo del 14%; il vermut secco (dry), invece, deve avere una gradazione alcolica minima di 18% vol e il 7% massimo di zuccheri. Il vermut viene ottenuto da vini bianchi zuccherini dal sapore neutro e delicato (bianco secco), da alcol a 95–96°, da zucchero (saccarosio) e da piante aromatiche, delle quali la più importante è l'assenzio maggiore (Artemisia absinthium L.) una pianta della famiglia delle Asteraceae.

## Composizione
Per la legge italiana il termine "vermut" è riservato ad un prodotto ottenuto da vino di produzione nazionale addizionato di sostanze aromatiche e amaricanti permesse.
La gradazione alcolica non deve essere inferiore al 15,5% in volume e il contenuto in zuccheri complessivi, espressi come zucchero invertito, non inferiore a 14 grammi per 100 ml. Nei vermut indicati come secchi o dry il contenuto alcolico minimo è del 18% e gli zuccheri non possono eccedere i 12 grammi per 100 ml.
Gli aromi derivano da:
- foglie o piante intere di artemisia o assenzio (aroma principale prescritto dalla legge n. 108 del 16 marzo 1958, ad esclusione di alcuni tipi destinati all'esportazione), di camedrio, di cardo santo, della centaurea minore, della coca, dell'issopo, della maggiorana, della melissa, del dittamo, del timo, della salvia;
- i fiori di camomilla, di luppolo, di sambuco, di zafferano, chiodi di garofano;
- i frutti di anice stellato, di finocchio, di coriandolo, di cardamomo, di arancio (cortecce), macis, noce moscata, fava tonka, vaniglia;
- le radici di angelica, di calamo aromatico, di enula campana, di galanga, di genziana, d'imperatoria, di ireos, di zenzero, di zedoaria;
- le scorze di cannella, di china, di melograno;
- il legno di quassia;
- il succo di aloe.

## Utilizzo
Il vermut si beve soprattutto come aperitivo. Essendo un vino aromatizzato (non liquoroso) è l'unico tipo di vino utilizzabile nella creazione di cocktail, tra quali famosi sono il Martini, l'Americano ed il Manhattan o il Negroni, ma può anche essere usato per cucinare carni. Ci sono vari stili di vermut, in generi distinti per colore (rosso, bianco e rosato) e per gusto (dolce, secco, extra secco e chinato). L'uso del caramello come dolcificante e colorante è riservato al vermut rosso.

## Produttori di vermut
In Italia: Cinzano (Gruppo Campari), Martini, Carpano (Fratelli Branca), Gancia, tra gli altri. 
In Spagna: Yzaguirre , Miró, Siderit, Igarmi, Turmeon, Lustau, Lacuesta, Bodegas Escudero, Cisa e San Bernabé, Zecchini o Zarro. I marchi di vermouth sono presenti in tutto il Paese, ma spiccano la produzione e il consumo catalani e quelli basati sui vini di Jerez, che vengono degustati in locali storici come la Taberna Ángel Sierra nel quartiere Chueca di Madrid.
In Argentina: Lunfa, Giovannoni, La Fuerza (Cantina Zuccardi) e El Abuelo.

## Riconoscimenti
La Regione Piemonte ha dapprima ottenuto dal MiPAAF l'inserimento del vermut nell'elenco PAT, per poi conseguire nel 2017 il riconoscimento IG.